# Васильківці (зупинний пункт)
Василькі́вці — пасажирський залізничний зупинний пункт Тернопільської дирекції залізничних перевезень Львівської залізниці.
Розташована у селі Васильківці Гусятинського району Тернопільської області на лінії Копичинці — Гусятин між станціями Гусятин (11 км) та Копичинці (10 км).
Зупиняються приміські поїзди. Рух поїздів відновлено з першого вересня 2017 року.